# ホエール (潜水艦)
ホエール (USS Whale, SS-239) は、アメリカ海軍の潜水艦。ガトー級潜水艦の一隻。艦名はクジラに因む。ホエールの名を持つ艦としては初代。太平洋戦争前および戦争中の日本でガトー級潜水艦は、この艦の艦名と存在までが知られていた。なお、退役から22年後にスタージョン級原子力潜水艦2番艦として2代目「ホエール (SSN-638)」が就役している。

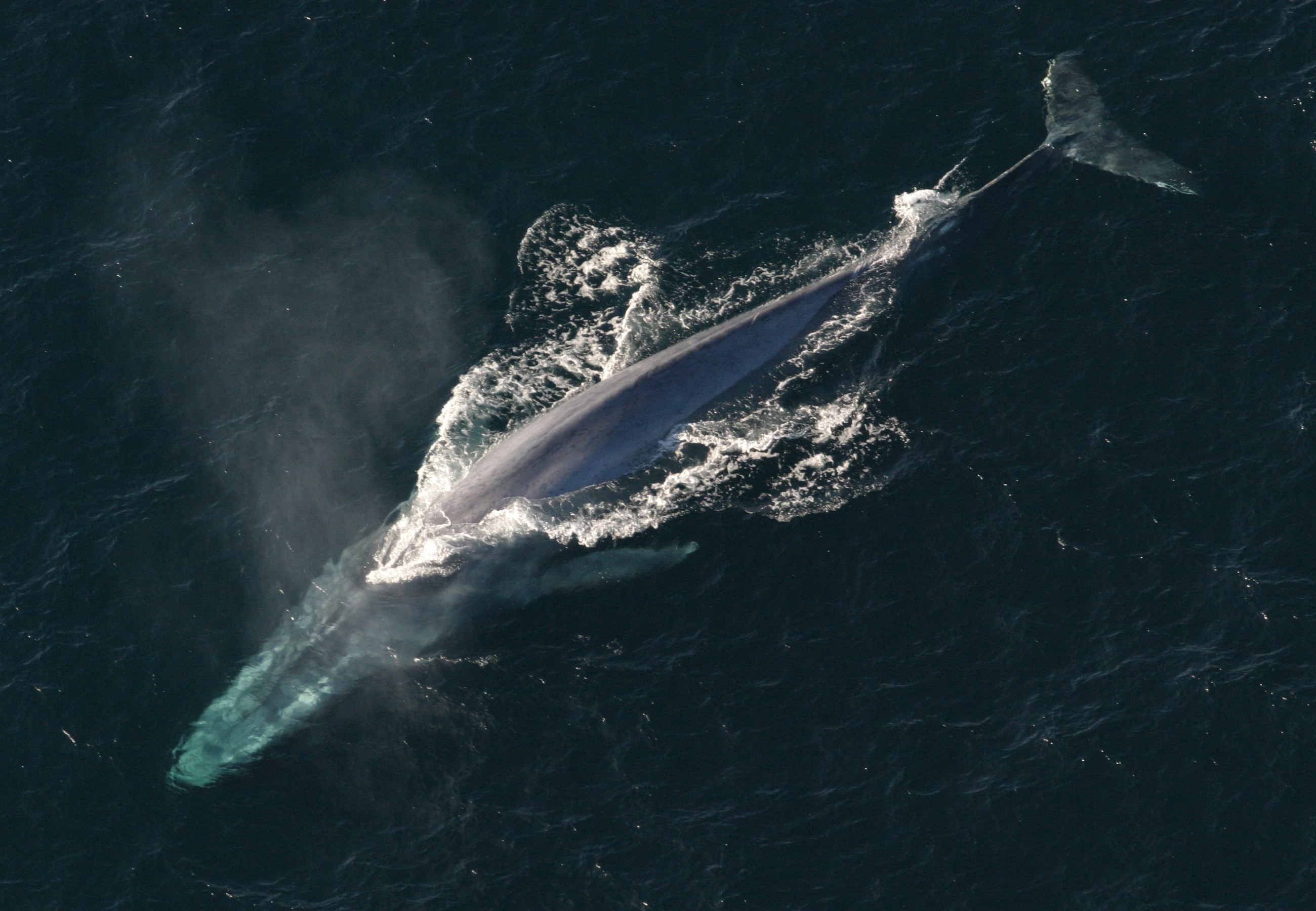
シロナガスクジラ（Blue whale）

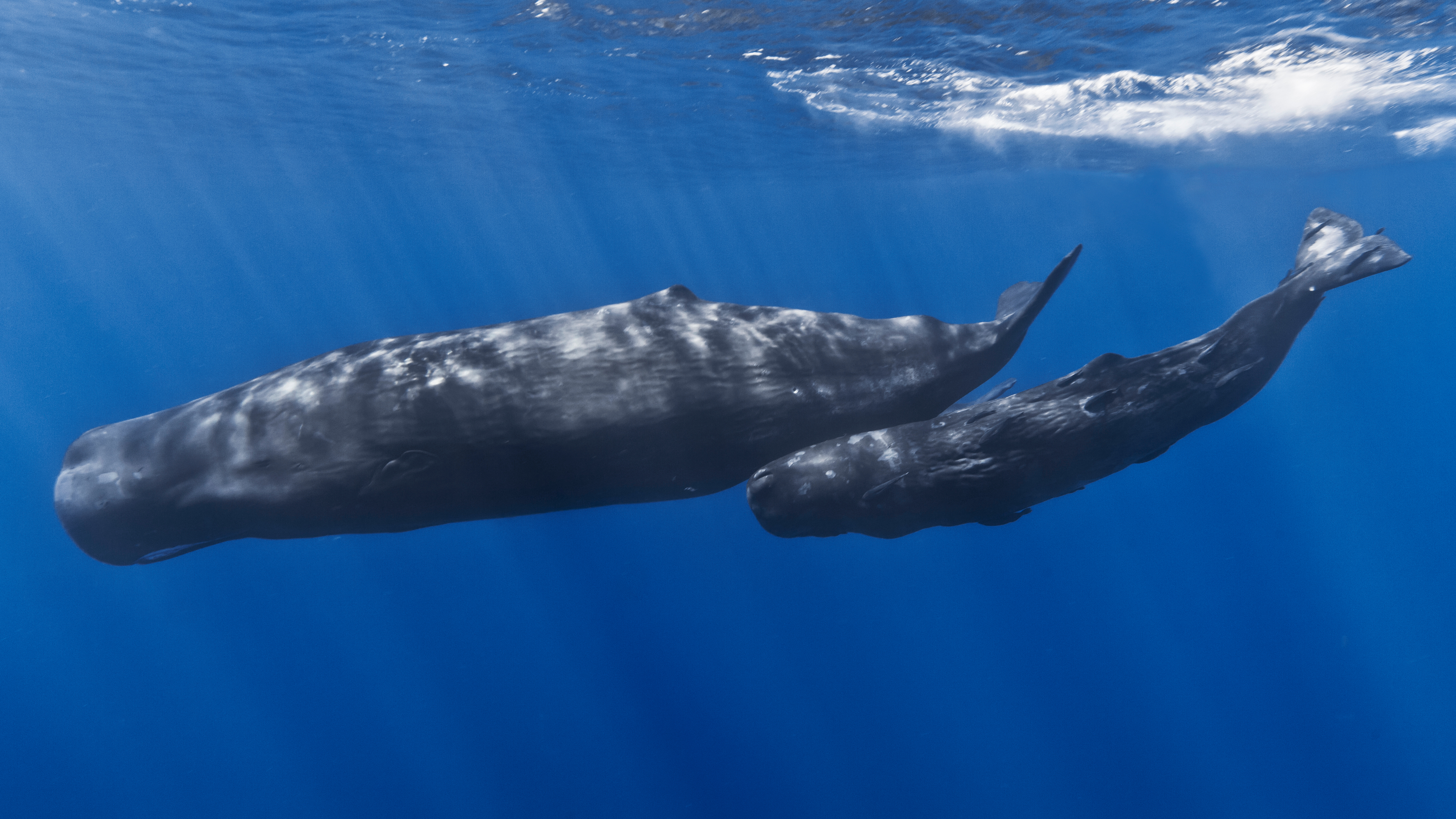
マッコウクジラ（Sperm whale）

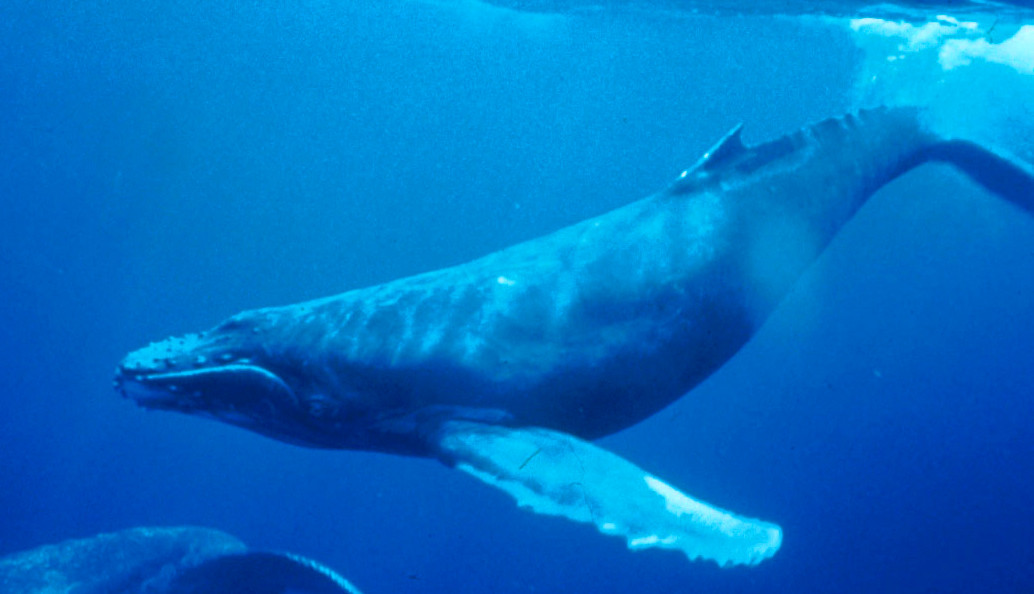
ザトウクジラ（Humpback whale）

## 艦歴
「ホエール」は1941年6月28日にカリフォルニア州ヴァレーオのメア・アイランド海軍造船所で起工する。1942年3月14日にA・D・デニー夫人（造船所司令官の妻）によって進水し、艦長ジョン・B・エザー少佐（アナポリス1930年組）の指揮下1942年6月1日に就役する。ドックでの公試および最初の整調訓練は7月30日に開始した。駆逐艦キルティ (USS Kilty, DD-137) の護衛を受け、「ホエール」はカリフォルニア州サンフランシスコを8月4日に出航、2日後にサンディエゴに到着した。7月30日から9月9日までサンディエゴ、サンフランシスコ海域で訓練を行った。9月23日にサンフランシスコを後にして4日後に真珠湾に到着した。

### 第1の哨戒 1942年10月 - 11月
10月9日、「ホエール」は最初の哨戒で日本近海に向かった。ミッドウェー島で給油の後、10月25日に担当哨戒に到着。この海域で「ホエール」は、陸地から20マイル離れたところに機雷を敷設するよう命じられていた。10月25日、予定通りに紀伊水道に敷設を行い、これはアメリカ軍が日本近海で機雷を敷設した最初の記録となった。敷設した翌日の10月26日、特設運送船「霧島丸」（国際汽船、8,120トン）が北緯33度48分 東経135度10分 / 北緯33.800度 東経135.167度の日ノ御埼沖で触雷し、機雷敷設が日本側に知れ渡ることとなった。日本側は23個の機雷を確認し、捕獲した現物は横須賀海軍工廠に送られた。「霧島丸」が触雷する数時間前、「ホエール」は北緯33度40分 東経135度18分 / 北緯33.667度 東経135.300度の地点で複数の輸送船を発見し、まず9,400トン級貨客船に対して魚雷を2本発射し、うち1本が命中したと見るや3本目の魚雷を発射し、これも命中したと判断される。続いて、最初の目標に続行していた5,000トン級中型輸送船に対しても魚雷を1本発射し、これも命中したと判断された。やがて3番目の目標である7,500トン級輸送船と4番目の輸送船に対しても魚雷を2本発射したが、その結果は定かではなかった。このように次々と攻撃し、何度か魚雷の爆発音が聞こえ、観測してみると1隻はひどく傾いているように見えたが、実際には輸送船「博進丸」（大連汽船、1,482トン）が雷撃を受けたものの被害はなかった。10月27日から28日にかけては豊後水道の入口付近、足摺岬と室戸岬間の高知の南方海上で哨戒を行う。10月30日、ホエールは北緯33度34分 東経135度23分 / 北緯33.567度 東経135.383度の地点で敷設艇「成生」に護衛された2隻の輸送船を発見し、成生と特設運送船「玉島丸」（飯野海運、3560トン）に対して魚雷を2本ずつ計4本発射したが、「成生」の爆雷攻撃により「ホエール」は少なからずダメージを負い、「成生」の追跡は以後17時間も続いた。「ホエール」は360フィートの深度に潜み、何とか反撃から逃れることができた。11月10日、32日間の行動を終えて真珠湾に帰投。1943年1月2日まで修理が行われた。

### 第2の哨戒 1943年1月 - 2月
1月3日、「ホエール」は2回目の哨戒でマーシャル諸島方面に向かった。途中で訓練を実施した後、1月10日からはクェゼリン環礁とウォッジェ環礁の近海で2日間の哨戒を行った。1月13日、クェゼリン環礁とトラック諸島間の航路の哨戒に移動。ほどなく北緯09度54分 東経167度07分 / 北緯9.900度 東経167.117度の地点で1隻の輸送船を発見し、この目標に対して魚雷を4本発射した。攻撃を受けた特設運送船（給炭油）「岩代丸」（会陽汽船、3,550トン）は船尾と船橋の下に魚雷が命中し、6分で沈んでいった。「ホエール」は再びトラック諸島に向けて航海した。1月17日、北緯10度10分 東経151度25分 / 北緯10.167度 東経151.417度のトラック諸島北約400kmの地点で2隻の大型船を発見。護衛艦はいなかった。14時過ぎ、大型船のうちの1隻である海軍徴傭船「平洋丸」（日本郵船、9,815トン）に対して、まず魚雷を5本発射して4本命中させる。続いて艦尾発射管から魚雷を1本発射し、後部に命中させた。「平洋丸」は沈む気配を見せず、約2時間後にさらに魚雷を計3本発射し、全て命中させる。最後の攻撃から約1時間たって「平洋丸」は沈み、「ホエール」は「平洋丸」を観測し、何百人ものの軍人が脱出しているのを見た。「ホエール」は次の1週間をカロリン諸島での哨戒にあてた。1月25日夜、北緯08度30分 東経156度40分 / 北緯8.500度 東経156.667度の地点で「昭洋丸級タンカー」を発見して追跡し、日付が1月26日に変わった直後に艦尾発射管から魚雷を3本発射して1本が命中したと判断されるが、反撃を受けてダメージを負った。浮上哨戒を行っていた同日午後にも輸送船を発見し、夜に入って北緯12度10分 東経155度15分 / 北緯12.167度 東経155.250度の地点で魚雷1本を発射し命中させたが、乾いた音しか聞こえてこなかった。1月27日朝、北緯13度25分 東経154度40分 / 北緯13.417度 東経154.667度の地点でサイパン島東方約470海里の地点で輸送船を発見し、魚雷を2本発射するが命中しなかった。「ホエール」は追撃し、午後に入って北緯14度15分 東経153度43分 / 北緯14.250度 東経153.717度の地点で最後に残った1本の魚雷を発射して目標に命中させた。一連の攻撃で特設運送船「松安丸」（松岡汽船、5,624トン）に損傷を与え、同船はサイパン島に曳航されていった。2月2日、「ホエール」は30日間の行動を終えてミッドウェー島に帰投。艦長がアルバート・C・バローズ少佐（アナポリス1928年組）に代わった。

### 第3の哨戒 1943年2月 - 4月
2月28日、「ホエール」は3回目の哨戒でマリアナ諸島方面に向かった。3月10日にはサイパン島タナパグ湾の沖に張り付き、出入りする日本の艦船を警戒した。3月19日の夜、護衛艦1隻を伴った「最上川丸級」と「ありぞな丸級」の2隻の大型輸送船を発見。3月20日朝に至り、北緯16度03分 東経143度08分 / 北緯16.050度 東経143.133度の地点で魚雷を3本ずつ計6本発射。魚雷はそれぞれの目標に2本ずつ命中したもの判断されたが、浮上した途端反撃を受け、ダメージを負ったので退避せざるを得なかった。それでも「ホエール」はタナパグ港の沖に依然として張り付いていた。3月22日、2隻の輸送船を発見したものの逸してしまった。しかし、翌3月23日未明になって、北緯17度16分 東経144度56分 / 北緯17.267度 東経144.933度の地点でこれとは別の2隻の輸送船を発見し魚雷を3本発射。魚雷は手前にいた特設運送船「乾陽丸」（乾汽船、6,486トン）に2本命中し、「乾陽丸」は4分で沈んでいった。「乾陽丸」が沈む前、「ホエール」は止めで艦尾発射管から魚雷を1本発射し、不安定な動きを見せたが命中したようには見えた。護衛艦が「ホエール」めがけて突進してきたので、これを避けて潜航避退した。3月25日にも北緯17度43分 東経150度03分 / 北緯17.717度 東経150.050度の地点で小型輸送船を発見し、魚雷を三度にわたり計7本発射したが、全ての魚雷が不安定な動きをしてこれまた命中せず、乗組員を失望させる一方であった。3月28日にも北緯12度54分 東経151度05分 / 北緯12.900度 東経151.083度の地点で別の小型輸送船を発見し、最後に残っていた魚雷を3本発射するも今回も魚雷はまともに走らず、こうして「ホエール」は魚雷を使い尽くしてしまった。燃料の関係もあり、3月31日をもって哨戒を切り上げ、4月6日にミッドウェー島に寄港した。4月11日、42日間の行動を終えて真珠湾に帰投。修理と訓練に従事した。

### 第4の哨戒 1943年5月 - 6月
5月5日、「ホエール」は4回目の哨戒で日本近海に向かった。5月9日にミッドウェー島に寄港して翌日出港。5月15日、ウェーク島を爆撃するB-24の支援をするよう命令を受け、その日のうちに指定された海域に到着。翌日の空襲本番当日には反撃を受けて潜航をすることもあったが、19時22分に終了するまでおおむね任務を全うすることができた。また、島の南岸でタニー (USS Tunny, SS-282) とフィンバック (USS Finback, SS-230) が破壊した特設運送船「諏訪丸」（日本郵船、10,672トン）の姿を見ることが出来た。5月20日から24日まではロタ島の偵察などに従事。翌25日、「ホエール」はグアムに接近し、アプラ港に3隻の船舶がいることを確認して待ち伏せ攻撃を行うことに決めた。そうこうしている内にアプラ港を出港してきた特設砲艦「勝泳丸」（大和汽船、3,580トン）を発見し追跡。5月26日0時14分に北緯14度17分 東経144度50分 / 北緯14.283度 東経144.833度の地点で魚雷を3本発射し、最初の魚雷が命中した「勝泳丸」は4分で沈んでいった。6月5日には、北緯14度34分 東経151度33分 / 北緯14.567度 東経151.550度の地点で「神川丸型水上機母艦」と思しき艦艇を発見して魚雷を4本発射し、3本の命中と判定される。その後もサイパン島周辺やサイパン行きの航路が通ると思われる海域に潜伏し、6月9日夜には北緯11度58分 東経149度03分 / 北緯11.967度 東経149.050度の地点で2隻の大型輸送船を中心とする輸送船団をレーダーで探知し、まず先頭の目標に対して魚雷を3本発射し、うち2本が命中したと判断された。続いて二番目の目標に対しても魚雷を3本発射し、これも2本の命中と判断される。攻撃の仕上げとして、さらに魚雷を3本発射して1本の命中を得たものと判定された。「ホエール」は8,000トン級貨客船と7,000トン級輸送船を大いに痛めつけたと評価した。6月21日、47日間の行動を終えて真珠湾に帰投した。

### 第5の哨戒 1943年7月 - 9月
7月21日、「ホエール」は5回目の哨戒で東シナ海に向かった。8月4日から6日にかけて台風に翻弄され、艦内に侵入してきた海水によって、いくつかの機器が故障してしまった。翌7日には小笠原諸島近海に到達。8月8日朝、北緯24度15分 東経142度45分 / 北緯24.250度 東経142.750度の硫黄島南東の地点で、駆逐艦「朝凪」と特設運送船（給兵）「鳴門丸」（日本郵船、7,149トン）からなる第4731船団を発見。魚雷を4本発射し、うち2本を鳴門丸の中央部と後部に命中させ、「鳴門丸」は右舷に傾きながら沈んでいった。「ホエール」は8月9日から10日間はこの近海で哨戒し、8月20日に台風シーズン真っ只中の東シナ海に移動。ここでも3日間台風に翻弄された。8月24日未明、北緯30度55分 東経129度00分 / 北緯30.917度 東経129.000度の草垣群島の西方20マイルの地点で輸送船団を発見し、魚雷を4本発射して2つの爆発音を聞き、7,000トン級輸送船と10,000トン級タンカーを撃破したと判断された。ミッドウェー島への帰途について2日後の8月26日朝にも、北緯30度42分 東経134度06分 / 北緯30.700度 東経134.100度の地点で2隻の輸送船と千鳥型水雷艇と思しき護衛艦、フ806船団を発見し、魚雷を4本発射したが命中せず、魚雷を使い果たした。9月7日、46日間の行動を終えて真珠湾に帰投。真珠湾でオーバーホールに入った。

### 第6の哨戒 1943年12月 - 1944年2月
12月21日、「ホエール」は6回目の哨戒でシーウルフ (USS Seawolf, SS-197) とともに小笠原諸島方面に向かった。1944年1月14日、「シーウルフ」から輸送船団を発見した旨報告があり、「シーウルフ」はそのまま輸送船団を攻撃し、「1隻撃沈、なおも追跡中」と報告があった。「ホエール」も1月16日朝になって、レーダーでその輸送船団を探知。夕方に入って潜航し、魚雷を3本を発射。魚雷は陸軍輸送船「丁抹丸（）」（白洋汽船、5,869トン）にすべて命中し、「丁抹丸」は北緯23度15分 東経135度14分 / 北緯23.250度 東経135.233度の硫黄島西南方500キロの地点で沈没した。「シーウルフ」は「あと1隻残っている」と報告し、自身は魚雷を使い果たしていたので、浮上砲戦でこの輸送船を片付けようとしたが果たせず、代わって「ホエール」が片付けることとなった。この残った1隻である特設運送船「たるしま丸」（浜根汽船、4,865トン）は特殊潜航艇を曳航していたが、この時までに「シーウルフ」に撃たれた損傷がひどくなっていた。1月17日朝、北緯23度08分 東経135度09分 / 北緯23.133度 東経135.150度の沖ノ鳥島沖で「ホエール」は「たるしま丸」に追いつき、二度にわたって魚雷を計7本発射して3本を命中させて撃沈し、その様子を撮影した。その後1月23日までこの海域で哨戒を続け、1月26日にこの海域を去った。この最中に右舷側のスクリューを損傷した。2月3日、44日間の行動を終えてミッドウェー島に帰投。艦長がジェームズ・B・グラディ少佐（アナポリス1933年組）に代わった。

### 第7の哨戒 1944年3月 - 5月
3月14日、「ホエール」は7回目の哨戒でポラック (USS Pollack, SS-180) とともに東シナ海に向かった。鳥島、トカラ列島を経て3月29日に東シナ海に入った「ホエール」は、壱岐島沖などで哨戒。4月9日未明、北緯33度50分 東経128度01分 / 北緯33.833度 東経128.017度の地点で単独航行中の輸送船「鵬南丸」（日本製鐵、5,401トン）を発見して魚雷を計7本発射し、2本の魚雷が命中した「鵬南丸」は15秒で爆沈した。4月14日には対馬沖で2隻の艦艇を発見したが、攻撃態勢を取れなかった。以後4月23日まで長崎近海で哨戒を続け、帰途に就いた。5月2日に洋上で護衛駆逐艦フェアー (USS Fair, DE-35) と会合。5月3日、「ホエール」は57日間の行動を終えてマジュロに帰投した。

### 第8の哨戒 1944年5月 - 7月
5月28日、「ホエール」は8回目の哨戒で日本近海に向かった。出港後しばらくは駆逐艦カッシン (USS Cassin, DD-372) と行動をともにした。6月7日午後、「ホエール」は北緯31度30分 東経142度16分 / 北緯31.500度 東経142.267度の地点で二列縦隊で航行中の第3606船団を発見。夜に入って10,000トン級と思われた輸送船と2番目の4,000トン級輸送船に対して魚雷を3本ずつ計6本発射し、10,000トン級輸送船に2本、4,000トン級輸送船に1本が命中したと判定された。「ホエール」は反撃を受けたため深深度潜航で東南方向に退避していった。後に、自艦の120マイル北の地点で、自艦が攻撃したであろう輸送船が曳航されているという情報をキャッチした。日本側記録によると、輸送船「杉山丸」（山下汽船、4379トン）が損傷した。その後6月12日から7月4日まで「ホエール」は四国の南側で哨戒し、6月13日には北緯31度37分 東経132度09分 / 北緯31.617度 東経132.150度の地点で、数機の航空機と規定どおりの装備を施した病院船を観測した。7月5日、日本近海を後にして帰途につき、7月11日にミッドウェー島に到着。7月16日、50日間の行動を終えて真珠湾に帰投。この後、8月12日まで大改修を受けた。

### 第9の哨戒 1944年8月 - 10月
8月21日、「ホエール」は9回目の哨戒でフィリピン方面に向かった。当時、ウィリアム・ハルゼー大将率いる第3艦隊がパラオ攻略作戦の援護を企図しており、ハルゼーはフィリピンからカロリン諸島までの広大な海域を潜水艦で哨戒することを望んでいた。「ホエール」はシーホース (USS Seahorse, SS-304) 、セグンド (USS Segundo, SS-398) とウルフパックを組み、9月3日にサイパン島に寄港した後、特設沿岸掃海艇ヒード (USS Heed, AMC-100) の護衛を受けつつ担当海域に向かった。9月6日、「ホエール」以下はサマール島沖でバーベロ (USS Barbero, SS-317) と会合した。「ホエール」は以後の8日間、修理や訓練、緊急潜航に費やした。ハルぜーはフィリピンとペリリューの間に「ホエール」を含む10隻の潜水艦を、日本海軍が採用したような二重の散開線を構成して配備させた。この散開線は俗に「ハルゼーの動物園」（あるいは単に Zoo ）と呼ばれたが効果は全くなく、以後の作戦で二度と採用されることはなかった。9月17日、「ホエール」以下のウルフパックは台湾の東南部に移動するよう指令を受け、9月20日に到着した。この後10月に入るまで、台湾の南端からルソン海峡、バシー海峡、バタン諸島で哨戒を行った。10月3日、ルソン海峡に西側に移動した。10月6日昼過ぎ、北緯19度48分 東経118度22分 / 北緯19.800度 東経118.367度の地点で門司からシンガポールに向かっていたヒ77船団を発見。「ホエール」は魚雷を6本発射し、タンカー「あかね丸」（石原汽船、10,241トン）に2本から5本を命中させ4分で撃沈した。「シーホース」も、「あかね丸」の遭難者を救助していた「第21号海防艦」を一撃で撃沈した。翌日、「ホエール」はこれまでのウルフパックを解散してアスプロ (USS Aspro, SS-309) 、カブリラ (USS Cabrilla, SS-288) と新しいウルフパックを編成して南西諸島で哨戒を行った。10月29日、「ホエール」は68日間の行動を終えてミッドウェー島に帰投した。

### 第10の哨戒 1944年11月 - 1945年1月
11月24日、「ホエール」は10回目の哨戒で南西諸島方面に向かった。12月4日に沖縄本島近海に到着して、年末年始を通じてこの周辺で哨戒を実施した。12月21日夜、北緯29度09分 東経129度50分 / 北緯29.150度 東経129.833度の地点で8機の双発機と500トン級トロール船を発見し、魚雷を二度にわたり計4本発射したが命中しなかった。12月23日夜には、北緯29度04分 東経129度45分 / 北緯29.067度 東経129.750度の中之島南東海域で別のトロール船4隻を発見した。浮上して4インチ砲や40ミリ機関砲、20ミリ機銃で攻め立て、80分の戦闘で150トン級と100トン級のトロール船および80トン級サンパン2隻の全てを撃沈した。1945年に入って哨戒海域を移動し、1月4日から5日にかけてキングフィッシュ (USS Kingfish, SS-234) とともに不時着したB-29パイロットの救命ボートを捜索したが、悪天候でついに発見できなかった。1月6日、「ホエール」は「ミッドウェー島を経由し、1月15日に真珠湾に帰投すること」と命令を受け帰途についた。1945年1月15日、54日間の行動を終えて真珠湾に帰投。メア・アイランド海軍造船所に回航され1月26日に到着し、2度目のオーバーホールに入った。オーバーホールの間に、艦長がフリーランド・H・カーデ・ジュニア少佐（アナポリス1938年組）に代わった。

### 第11の哨戒 1945年6月 - 8月
6月15日、「ホエール」は11回目の哨戒で日本近海に向かった。6月21日にサイパン島に寄港し、ウェーク島近海に向かった後、7月6日に一旦アプラ港に戻った上で翌日再度哨戒を実施。7月8日から23日にかけて、マリアナ諸島と小笠原諸島、豊後水道を結ぶライン上で哨戒した。この間、B-29 のクルーおよび B-24  のクルーを15名救助した。一方で、7月26日には北緯32度27分 東経132度33分 / 北緯32.450度 東経132.550度の地点を中心に機雷を43個も発見し処分した。一連の活動で、潜水艦による救助活動を遂行する上での不具合が次々と判明したため、「今後改善されたし」との報告を行った。7月30日、沖の島東方で哨戒中に悪天候に遭遇。海は荒れに荒れ、姿勢を保つことができなかった。従って、30分ずつ潜航して悪天候が収まるのを待った。8月4日に豊後水道で潜航哨戒を実施。4日後にドラゴネット (USS Dragonet, SS-293) と合流し、パイロットの救助任務に当たる。8月9日にホエールはブラックフィッシュ (USS Blackfish, SS-221) から16名のパイロットと1名の負傷者をゴムボートを使って受け入れる。8月11日、「ホエール」はサイパン島での給油とミッドウェー島での修理命令を受け取る。8月14日にサイパンに到着するが、翌日トルーマン大統領が日本の降伏を発表した。翌16日、スキャバードフィッシュ (USS Scabbardfish, SS-397) と共に出航した。8月25日、「ホエール」は68日間の行動を終えて真珠湾に帰投した。

### 戦後
「ホエール」は8月30日に真珠湾を出航、9月14日にパナマ運河に到着する。3日間の停泊後、ニューヨークに向かい、スタテンアイランドのトンプキンスヴィルに9月23日到着する。その後ロードアイランド州ニューポート経由でマサチューセッツ州ボストンに向かい、9月23日に海軍記念日の祝賀式典に参加した。「ホエール」は不活性化準備のため10月30日にコネチカット州ニューロンドンに到着した。
「ホエール」の就役は1947年1月に解かれ、ニューロンドンで大西洋予備役艦隊の一部となる。その後ニューハンプシャー州ポーツマスへ曳航され、1948年4月8日に到着した。夏にポーツマスとニューロンドンを何度か訪れ、最後には1948年9月11日にニューロンドンで保管された。1956年11月14日から12月14日までターポン (USS Tarpon, SS-175) に代わって一時的に再就役する。1957年1月12日にニューロンドンを出航し、1月22日にルイジアナ州ニューオーリンズに到着し、ここで再就役したが同年9月に退役し、1960年3月1日に除籍される。ニューオーリンズで保管された後、1960年9月29日にスクラップとして売却された。
「ホエール」は第二次世界大戦の戦功で11個の従軍星章を受章した。撃沈した日本軍艦船の総トン数は57,716トンに上る。